# Текстові сторінки видання
Текстові сторінки видання — це ввесь основний текст видання.

## Вимоги при верстанні текстової сторінки видання
- Абсолютна точність розмірів сторінок як за шириною, так і за висотою з мінімальним переносом;
- Однаковий характер усіх сторінок видання, які мають однакові елементи, а саме — рівність відбивок усіх заголовків і підзаголовків різних рангів, приміток у тексті, зносок, підписів під рисунками;
- Однаковий спосіб зверстання однотипних ілюстрацій;
- Однакова відбивка колонтитулів і колонцифр, норм і сигнатур;
- Повна збіжність рядків та загальних розмірів парних і непарних сторінок, а також суміщення тексту на цих сторінках між собою на просвіт;
- Недопустимісь «висячих рядків», тобто сторінка (колонка) не повинна починатися відірваним кінцевим рядком абзацу, або закінчуватися першим рядком наступного абзацу;
- Останній рядок непарної сторінки не повинен закінчуватися переносом;
- Текст кінцевого рядка повинен бути в 1,5-2 рази більшим від розміру абзацного відступу, тобто містити в собі 5-7 літер;
- У суміжних рядках міжслівні пробіли не повинні різко різнитися між собою за шириною.